# Singularity (Computerspiel)
Singularity ist ein Computerspiel aus dem Ego-Shooter-Genre, das von Raven Software entwickelt und 2010 von Activision für Microsoft Windows, PlayStation 3 und Xbox 360 veröffentlicht wurde. Singularity ist der zweite Titel von Raven Software, der auf der Unreal Engine 3 von Epic Games basiert. Das Spiel wurde 2008 auf der E3 im Rahmen einer Pressekonferenz von Activision angekündigt.

## Handlung
Singularity spielt auf der fiktiven russischen Insel Katorga-12, auf der zur Zeit des Kalten Krieges Experimente mit dem chemischen Element 99 (kurz E-99) durchgeführt wurden. Im Jahre 1955 ereignete sich ein Unglück, bei dem eine Singularität erzeugt wurde, weshalb die Existenz der Insel von der russischen Regierung geheim gehalten wurde.
Im Jahr 2010 beschädigt eine elektromagnetische Welle von Katorga-12 einen amerikanischen Spionagesatelliten, woraufhin ein Aufklärungsteam der USA in das Gebiet geschickt wird, um die Ursache dafür zu finden. Durch einen erneuten elektromagnetischen Puls stürzen die beiden ausgesandten Hubschrauber jedoch kurz vor der Landung ab. Captain Nathaniel Renko kann sich auf die Insel retten, wo er den verlassenen Forschungskomplex betritt, in dem er sowohl Geschehnisse im Jahr 1955 als auch 2010 durchlebt.
Renkos erster Zeitsprung nach 1955 geschieht ohne Vorwarnung zum Zeitpunkt, als ein Großbrand in der Forschungseinrichtung wütet. Er rettet dort Dr. Nikolai Demichev aus den Flammen und bewahrt ihn so vor dem sicheren Tod. Dabei hört er, wie ein nicht näher identifizierbarer Mann ihm zuruft, dass Demichev nicht gerettet werden dürfe. In diesem Moment wird der Mann jedoch von den Flammen verschluckt. Renko wird wieder ins Jahr 2010 zurückgeworfen, wo er feststellen muss, dass sich die Insel verändert hat. Fremdartige aggressive Wesen, die einst Mitarbeiter auf der Insel waren, tauchen auf. Diese mutierten auf Grund der Strahlung von E-99, als die Singularität explodierte. Schließlich trifft er auf einen zweiten Soldaten aus dem Aufklärungsteam, Devlin, der den Absturz überlebt hat. Beide werden jedoch von russischen Soldaten gefangen genommen, die Demichevs Kommando unterstehen. Devlin fordert Asyl in der amerikanischen Botschaft, wird daraufhin jedoch von Demichev erschossen.
Renko kann von Kathryn gerettet werden, einem Mitglied einer Widerstandsorganisation, genannt Mir-12. Deren Aktivitäten beruhen auf einem Bericht, der von Katorga-12 stammt und aussagt, dass Renko Demichev mithilfe eines Zeitmanipulationsgeräts (ZMG) aufhalten könne. Das ZMG wurde von Dr. Viktor Barisov entwickelt, welcher angeblich bei einem unaufgeklärten Zwischenfall in seinem Forschungslabor getötet wurde, wodurch Demichev das Kommando über die Anlage erlangte und schließlich die Weltherrschaft übernehmen konnte. Kathryn überredet Renko das ZMG zu suchen, in der Zeit zurückzureisen und Barisov zu retten. Renko kann Demichev 1955 davon abhalten Barisov zu töten und kehrt nach 2010 zurück, wo der gealterte Barisov ihm für sein Eingreifen dankt.
Barisov, Kathryn und Renko planen die Geschichte rückgängig zu machen, indem sie die Singularität auf der Insel mit einer E-99-Bombe zerstören. Renko kann eine Bombe auf der Pearl, einem gesunkenen Schiff, finden. Bei dieser Aktion geht Kathryn jedoch verloren, als sie versucht, Demichevs Männer aufzuhalten, während Renko die Bombe sichert.
Renko und Barisov kämpfen sich bis zum Turm im Herzen von Katorga-12 vor, in dem die Singularität erzeugt wurde. Als sie den Reaktor erreichen, reist Renko zurück in der Zeit und benutzt die E-99-Bombe, um die Singularität zu zerstören. Er kehrt ins Jahr 2010 zurück, kurz bevor der Turm zerstört wird. Hier wird angedeutet, dass die Explosion die Zerstörung der Singularität ausgelöst und die Lebewesen auf der Insel mutiert hat.
Renko stellt fest, dass sich nichts verändert hat. Er findet Demichev, der Barisov mit einer Waffe bedroht. Demichev verrät, dass er die Anlage wieder aufbauen ließ, nachdem die Bombe detonierte. Renko kann Demichev anschießen, wodurch Barisov freikommt. Dieser erkennt, dass Demichevs Rettung aus den Flammen das tatsächliche Ereignis war, das die Zeitlinie verändert hat, und fordert Renko auf, erneut in der Zeit zurückzureisen, um sich selbst davor zu warnen, Demichev zu retten. Demichev offenbart, dass Renko dies bereits versucht habe; denn er war es, der sich in den Flammen selbst zugerufen hatte, dass Demichev nicht gerettet werden dürfe. Barisov realisiert, dass Renko sich selbst töten muss, um Demichevs Rettung zu verhindern. Demichev bietet Renko unendliche Macht, wenn dieser ihm das ZMG überlässt. Dem Spieler ist es nun überlassen, wofür er sich entscheidet.
Wenn der Spieler Demichev tötet, wird Barisov ihn weiterhin drängen, in der Zeit zurückzureisen und sich selbst bei Demichevs Rettung aufzuhalten. Ebenso kann der Spieler sofort ins Jahr 1955 zurückreisen. In diesen beiden Fällen übernimmt man die Position des Mannes, der Renko zurief, Demichev nicht zu retten. Tötet man nun Demichev, wiederholt sich die Szene immer und immer wieder. Tötet man sich selbst, kehrt man zum Beginn des Spiels zurück, als das Aufklärungsteam bei Katorga-12 ankommt. Die zum Spielbeginn eingeblendeten Credits sind in russischer Schrift geschrieben, die Hubschrauber tragen Hammer und Sichel auf der Seite und Devlin, ausgerüstet mit einer russischen Waffe, sagt, dass die Aufklärung von Katorga-12 Zeitverschwendung sei. Die Hubschrauber passieren eine Statue, die im Intro zu sehen war, sich nun aber verändert hat. Sie stellt Barisov dar, der das ZMG am Handgelenk trägt. Renko scheint etwas von den vergangenen Geschehnissen zu ahnen, da er einen prüfenden Blick auf sein Handgelenk wirft, als er das Monument mit dem ZMG sieht. Devlins und Renkos Mission wird von ihrem Auftraggeber abgebrochen – das Kommando wird nicht mehr Titon One genannt, sondern Red Fleet, und Devlin nennt Renko (aufgrund eines Übersetzungsfehlers) einen Kameraden ("Genosse" wäre passender). Es deutet sich an, dass Barisov das ZMG retten und die Welt unter russischer Herrschaft vereinen konnte.
Wenn der Spieler Barisov erschießt, verbündet er sich mit Demichev und zusammen übernehmen sie fast die gesamte Welt. Aber durch das ZMG fürchtet Demichev Renkos Macht und startet ein geheimes Waffenforschungsprogramm in den früheren USA. Dies führt zu einem neuen Kalten Krieg mit Renko auf der einen und Demichev auf der anderen Seite.
Erschießt der Spieler sowohl Barisov als auch Demichev, verlässt Renko Katorga-12 und überlässt die Welt dem Chaos. Die Öffentlichkeit bezweifelt seine Existenz und glaubt an einen Mythos, nachdem er mit dem ZMG in seinem Besitz von der Bildfläche verschwindet. Einige Jahre später explodiert die Singularität und zerstört die Ostküste Russlands und die Westküste Alaskas. Die Mutanten von Katorga-12 können das russische Festland erreichen und richten Verwüstung an. Ein neuer Führer, dem Aggressivität nachgesagt wird, erhebt sich in den ehemaligen Vereinigten Staaten von Amerika. Die abschließende Zwischensequenz deutet an, dass der Führer Renko ist, da dieser das ZMG am Arm trägt – der Erzähler führt aus, dass es das Gerücht gebe, dass dieser Führer gottgleiche Kräfte besitze.
Wenn der Spieler eine Weile abwartet, greift sich Demichev die Pistole am Boden, erschießt Barisov und Renko und das Spiel endet mit einem Game Over.
In einer abschließenden Zwischensequenz sieht man die verwundete Kathryn vom versunkenen Wrack der Pearl auftauchen. Sie kann sich schwer verletzt in ein Büro retten und beginnt dort den Mir-12-Bericht zu schreiben.

## Gameplay
Singularity ist ein Ego-Shooter. Neben den Genre-üblichen Befehlen wie Laufen, Springen und Schießen ist eines der Hauptelemente im Spiel das so genannte Zeitmanipulationsgerät, kurz ZMG. Das ZMG wird durch das Element E-99 angetrieben und kann die Zeit manipulieren. Mithilfe des Geräts können Gegenstände in der Zeit verschoben werden, um sie altern zu lassen oder um sie zu verjüngen. Zusätzlich können Objekte angezogen und in der Luft gehalten oder ein Energieimpuls ausgesandt werden, welcher Gegner betäuben oder sogar töten kann. Das ZMG kann nur Lebewesen oder Gegenstände beeinflussen, welche mit E-99 in Berührung gekommen sind (wenngleich nahezu alles auf Katorga-12 mit E-99 in Kontakt gekommen ist, können im Spiel nur bestimmte Dinge manipuliert werden), ausgenommen einige Einheiten mit schwerer Rüstung, die gegen E-99 immun sind. Das ZMG kann an dafür vorgesehenen Stationen verbessert werden, um neue Fähigkeiten zu erlangen oder vorhandene zu erweitern. Ebenso können die Waffen verbessert werden, um beispielsweise die Reichweite oder den Schaden zu erhöhen. Der Spieler kann immer nur zwei Waffen auf einmal tragen, diese jedoch an Waffenschränken im Spiel austauschen. Hier kann auch Munition gegen eine Bezahlung in Form von E-99, das auf der ganzen Insel verstreut ist, gekauft werden. An einigen Stellen im Spiel müssen eingestürzte Treppen oder Brücken mit dem ZMG wiederhergestellt werden, um ein Vorankommen zu ermöglichen. Ebenso können verrottete Kisten verjüngt werden, damit diese als Plattformen dienen, um höher gelegene Punkte zu erreichen. Auch defekte Munitionskisten oder zerfallene Verbandkästen können wiederhergestellt und benutzt werden.

### Multiplayer
Es existieren zwei Multiplayer-Modi. In beiden übernimmt der Spieler entweder die Rolle der Soldaten oder der Mutanten, welche jeweils eigene Klassen und Fähigkeiten besitzen. Ein Modus ist ein klassischer Deathmatch-Modus, während im anderen bestimmte Punkte von den Soldaten eingenommen und von den Mutanten verteidigt werden müssen. Haben die Soldaten die Punkte eingenommen oder ist das Zeitlimit verstrichen, wechseln die Spieler die Rollen. Den Spielern stehen verschiedene Waffen zur Verfügung.

## Kritik
Singularity erhielt bei Metacritic.com einen Metascore von 76/100 für die PC- und XBox-360-Version und 77/100 für die PS3-Version. Einige Tester kritisierten das Spiel für seine Ähnlichkeit zu anderen Spielen wie BioShock (2007). Die Ähnlichkeiten zu BioShock waren auch den Entwicklern bewusst, beruhten aber auf eigenen Ideen, die sie schon vor Veröffentlichung des Konkurrenztitels in einem Prototyp des Spiels umgesetzt hatten.
Activision war von den geringen Verkaufszahlen enttäuscht, hatte das Spiel zuvor jedoch auch kaum beworben.